# (17347) 3449 T-3
A (17347) 3449 T-3 a Naprendszer kisbolygóövében található aszteroida. Cornelis Johannes van Houten, Ingrid van Houten-Groeneveld és Tom Gehrels fedezte fel 1977. október 16-án.